# Cattedrale di Jerez de la Frontera
La cattedrale di Cristo Salvatore (in spagnolo: Catedral del Salvador) è il principale luogo di culto del comune di Jerez de la Frontera, in Spagna, sede vescovile della diocesi di Jerez de la Frontera.

## Storia
La costruzione inizia nel 1695 nel luogo dove esisteva la moschea maggiore e una precedente chiesa del XII secolo. I lavori terminano nel 1778.
Diventò cattedrale nel 1980 con la bolla Archiepiscopus Hispalensis di Giovanni Paolo II, che stabilì l'erezione della diocesi di Jerez de la Frontera.

## Arte

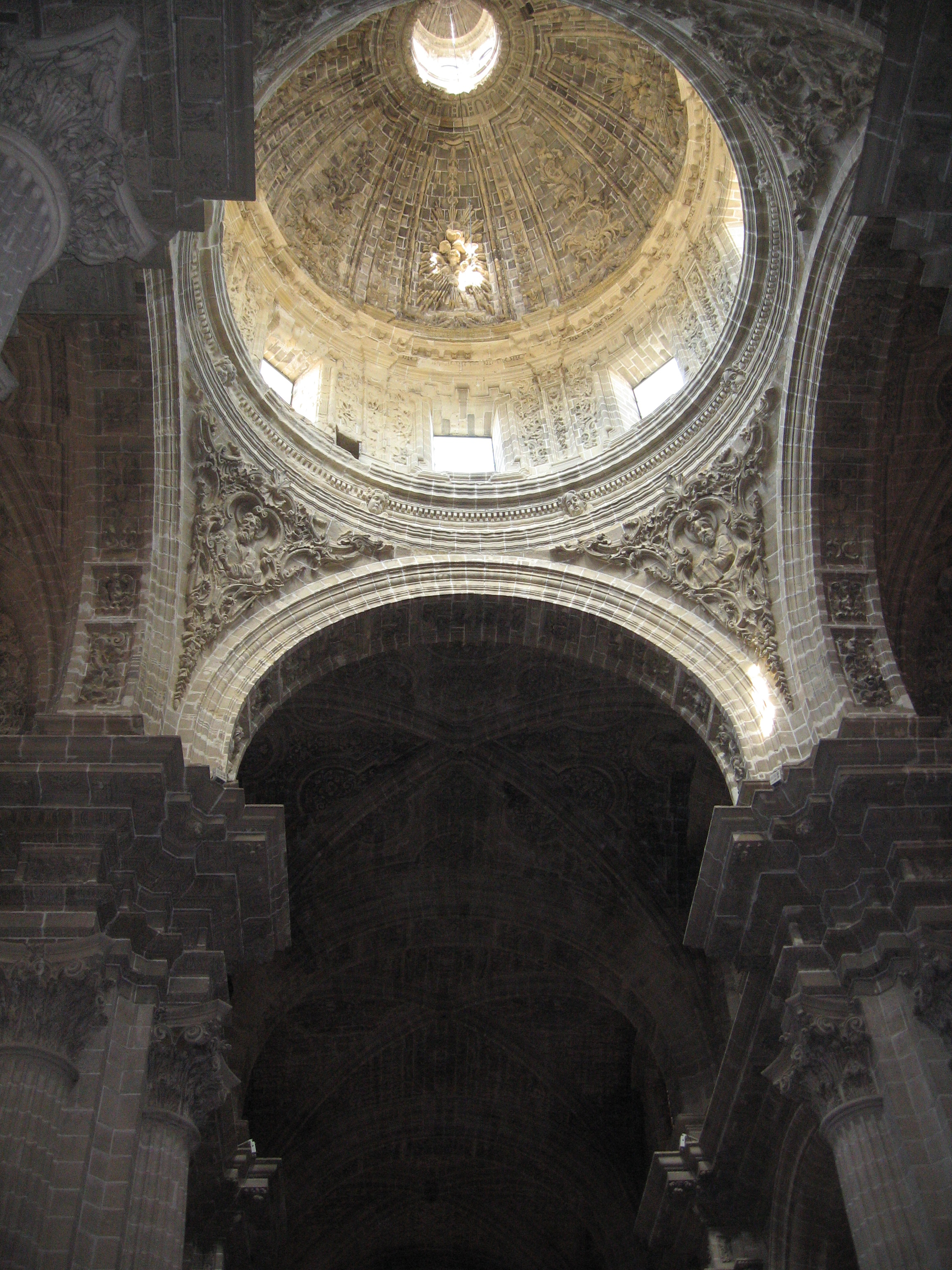
Cupola

La pianta presenta cinque navate di diversa altezza. L'ingresso dalla facciata principale è realizzato attraverso tre porte. All'interno della cattedrale si trovano quadri di grande valore artistico come il Cristo della Trave, della fine del XV secolo e La Vergine Bambina di Francisco de Zurbarán.